# 天主教奧馬哈總教區
天主教奧馬哈總教區（拉丁語：Archidioecesis Omahensis）是羅馬天主教會以美國中西部奧馬哈為中心的一個教省總教區，也是該國三十二個總教區之一。總教區下轄兩個教區。
總教區管轄內布拉斯加州東北部廿三縣，有超過23萬名教友。總教區於2004年時有一百三十八個堂區和321名司鐸。主教座堂為聖則濟利亞主教座堂。現任總主教為喬治·盧卡斯，榮休總主教為埃爾登·F·克蒂斯。
1857年1月6日自洛磯山以東印第安準州代牧區設內布拉斯加宗座代牧區，1885年10月2日升為教區，1945年8月10日升格為總教區。